# Universo bem afinado
O Universo bem afinado é a ideia de que as condições que permitem a vida no Universo só podem acontecer quando certas constantes físicas universais têm seus valores dentro de um intervalo pequeno, tal que se qualquer uma de várias constantes fundamentais tivesse somente uma pequena diferença o Universo provavelmente não suportaria o estabelecimento e desenvolvimento da matéria, das estruturas astronômicas, da diversidade de elementos, ou da vida como entendida atualmente.
Os argumentos relacionados ao conceito do universo bem afinado envolvem o princípio antrópico, que declara que qualquer teoria válida sobre o universo deve ser consistente com nossa existência como seres humanos neste tempo e locais particulares no Universos. Em outras palavras, mesmo que a probabilidade real do suportar vida inteligente seja bastante baixa, a probabilidade condicional de suportar vida inteligente, dada a nossa existência nele, é 1. Mesmo se pudessem existir outros universos, menos "bem afinados" e portanto sem vida, não haveria ninguém neles para observá-los.

## Premissas
A premissa para o universo bem afinado é que uma pequena mudança em quaisquer das 26 constantes físicas fundamentais  tornaria o universo radicalmente diferente: se, por exemplo, a força nuclear forte fosse 2% mais forte do que é (isto é, se a constante associada representando sua força for 2% maior), diprótons seriam estáveis e o hidrogênio se fundiria em diprótons em vez de deutério e hélio. Isto alteraria drasticamente a física das estrelas, e presumivelmente impediria o universo de desenvolver vida como ela é observada atualmente na Terra. Entretanto, muitas das 26 constantes descrevem as propriedades dos quarks instáveis strange, charmed, bottom e top e léptons mu e tau que parecem ter pouca participação no universo ou na estrutura da matéria.
Larry Abbott escreveu: "o pequeno valor da constante cosmológica está nos dizendo que uma relação extremamente precisa e totalmente inesperada existe entre todos os parâmetros do Modelo Padrão da física de partículas, a constante cosmológica 'nua' e uma física desconhecida." John Polkinghorne, seguindo amplamente Martin Rees, formula o "ajuste fino" se dá em termos de seis constantes principais:
   1. N - a relação entre a força das forças elétricas e a força da gravidade
   2. Epsilon - definindo com que firmeza os núcleos atômicos se ligam
   3. Omega - que mede a importância relativa da gravidade e da energia de expansão no universo
   4. Lambda - a "Constante Cosmológica"
   5. Q - a proporção da energia gravitacional necessária para separar as galáxias e sua massa
   6. D - o número de dimensões semelhantes ao espaço no universo
Conforme a cosmologia moderna se desenvolveu, várias hipóteses foram propostas. Uma é um universo oscilatório ou um multiverso onde constantes físicas são postuladas para se resolverem em valores aleatórios em diferentes iterações da realidade. Portanto, partes separadas da realidade teriam características totalmente diferentes. Em tais cenários, a questão do ajuste fino não surge de forma alguma, pois apenas aqueles "universos" com constantes hospitaleiras (como o que observamos) desenvolveriam uma vida capaz de fazer a pergunta.
Existem argumentos de "ajuste fino" que são naturalistas, no entanto, a afirmação de que o universo foi projetado para ser ajustado é amplamente apresentada por defensores do design inteligente e outras formas de criacionismo. Este aparente ajuste fino do universo é citado por William Lane Craig como uma evidência da existência de Deus ou alguma forma de inteligência capaz de manipular (ou projetar) a física básica que governa o universo. Craig argumenta, entretanto, “que o postulado de um Designer divino não resolve para nós a questão religiosa”.
Alvin Plantinga argumenta que o acaso aleatório, aplicado a um e um só universo, apenas levanta a questão de por quê este universo poderia ser tão "sortudo" a ponto de ter condições precisas para suportar a vida pelo menos em algum lugar (o planeta Terra) e tempo (dentro de milhões de anos até o presente):
"Uma reação a essas aparentes enormes coincidências é vê-las como substanciando a afirmação teísta de que o universo foi criado por um Deus pessoal e oferecendo o material para um argumento teísta adequadamente contido - daí o argumento do ajuste fino. É como se houvesse um grande número de mostradores que precisassem ser sintonizados dentro de limites extremamente estreitos para que a vida fosse possível em nosso universo. É extremamente improvável que isso aconteça por acaso, mas muito mais provável que aconteça se houver uma pessoa como Deus."
Com base no princípio antrópico, o físico Robert H. Dicke propôs o argumento da "coincidência de Dicke" de que a estrutura (idade, constantes físicas, etc) do universo vista por observadores vivos não é aleatória, mas é limitada por fatores biológicos que a exigem ser aproximadamente uma "era de ouro".